# Candice Miller

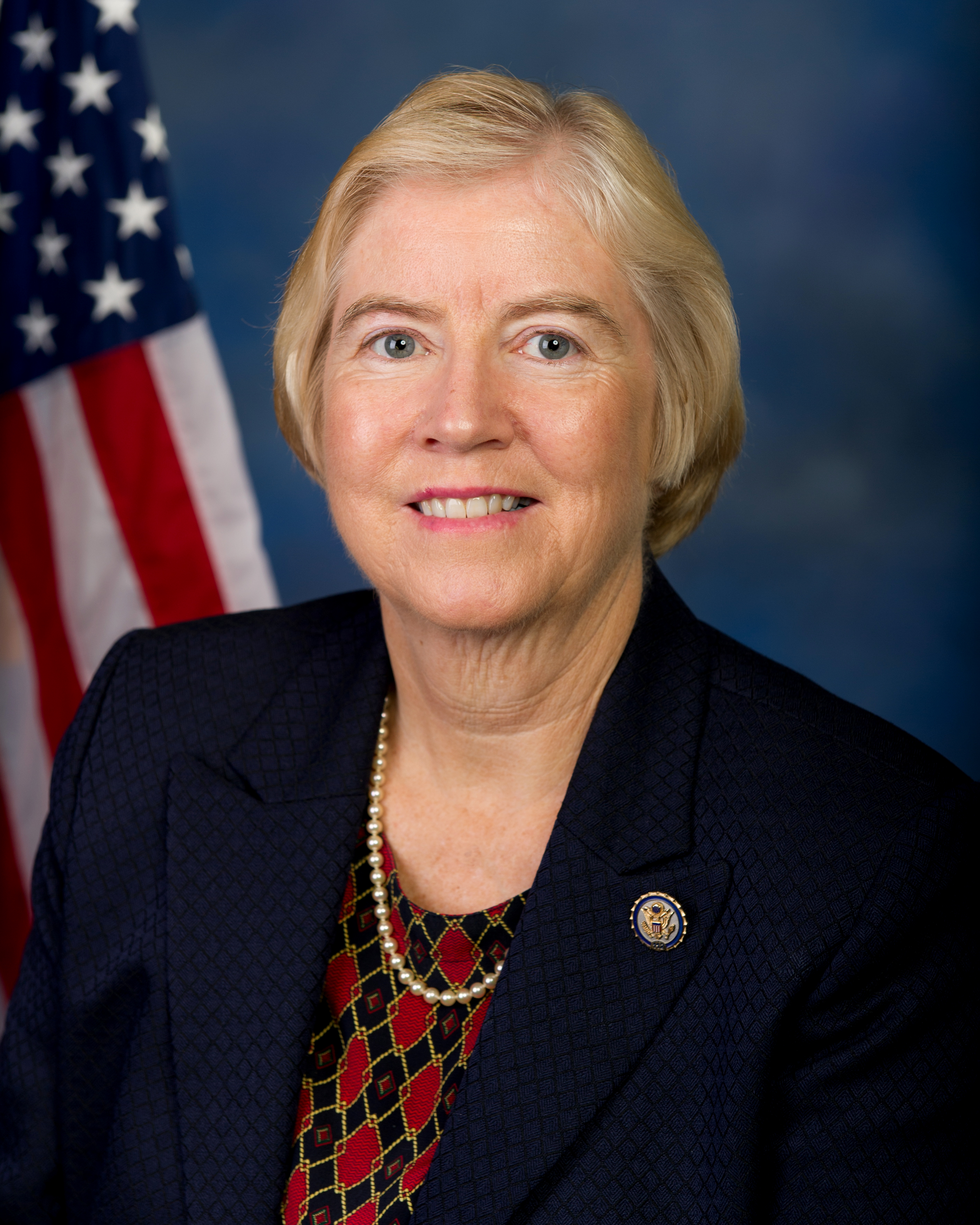
Candice Miller

Candice S. Miller (* 7. Mai 1954 in Detroit, Michigan) ist eine US-amerikanische Politikerin und seit dem 1. Januar 2017 Commissioner of Public Works für Macomb County. Zwischen 2003 und 2016 vertrat sie den Bereich des Bundesstaats Michigan, der östlich der Saginaw Bay am Huronsee liegt, bis herunter zum nördlichen Macomb County (somit liegt der südlichste Bereich des Bezirks am Rande des Detroit-Metropolitangebiets) im US-Repräsentantenhaus. 

## Werdegang
Candice Miller besuchte die Lake Shore High School und danach das Macomb Community College in Warren. Außerdem absolvierte sie das Northwood Institute, wo sie Handelslehre (Business Management) studierte. Politisch wurde sie Mitglied der Republikanischen Partei. In den Jahren 1979 und 1980 saß sie im Gemeinderat von Harrison Township. Zwischen 1980 und 1992 war sie dort Township Supervisor. Danach fungierte sie zwischen 1992 und 1994 als Kämmererin im Macomb County. Von 1994 bis 2002 war sie Secretary of State von Michigan.
Bei den Kongresswahlen des Jahres 2002 wurde sie im zehnten Wahlbezirk von Michigan in das US-Repräsentantenhaus in Washington, D.C. gewählt, wo sie am 3. Januar 2003 die Nachfolge von David E. Bonior antrat. Nach sechs Wiederwahlen konnte sie ihr Mandat im Kongress bis 3. Januar 2017 ausüben.  
Sie war Mitglied im Ausschuss für Innere Sicherheit und im Verkehrs- und Infrastrukturausschuss sowie in mehreren Unterausschüssen. Darüber hinaus war sie Vorsitzende des Committee on House Administration. Vormals war sie auch Mitglied des Select Committee on Energy Independence and Global Warming, eines Sonderausschusses, der sich mit der Problematik der Energieversorgung und der Erderwärmung befasst.
Candice Miller ist mit dem Richter Donald Miller verheiratet, mit dem sie eine Tochter hat. Das Paar lebt in Harrison Township.